# أساطير أوز: عودة دوروثي
أساطير أوز: عودة دوروثي (بالإنجليزية: Legends of Oz: Dorothy's Return)‏ هو فيلم فنتازيا تم إنتاجه في الولايات المتحدة وصدر في سنة 2013. الفيلم من إخراج ويل فين ودان سانت بيير وكتابة آدم بلسم وراندي بارنز. من بطولة ليا ميشيل ودان أيكرويد وكيلسي جرامر وجيمس بيلوشي وهيو دانسي.

## القصة
بعد إعصار مدمر يضرب مدينة (كانساس) تستيقظ (دوروثي)،وتشاهد الدمار، فتبدأ البحث عن الساحر (أوز) في مملكته الكبيرة الخضراء زاهية الألوان، لكي يساعد أصدقاءها الأوفياء الثلاثة: خيال المآته، ورجل الصفيح، والأسد، في مواجهة الشرير الجديد (ديفوس)، ويرافقها في رحلتها أصدقاء جدد مثل أميرة الصين، وتجبوت، وغيرهم من الأصدقاء اللطفاء.

## الميزانية والإيرادات
بلغت تكلفة إنتاج الفيلم حوالي 70 مليون دولار بينما حقق أرباحا تقدر بـ 8,819,664 دولار.

## وصلات خارجية
- أساطير أوز: عودة دوروثي على موقع IMDb (الإنجليزية)
- أساطير أوز: عودة دوروثي على موقع ميتاكريتيك (الإنجليزية)
- أساطير أوز: عودة دوروثي على موقع روتن توميتوز (الإنجليزية)
- أساطير أوز: عودة دوروثي على موقع نتفليكس (الإنجليزية)
- أساطير أوز: عودة دوروثي على موقع قاعدة بيانات الأفلام العربية
- أساطير أوز: عودة دوروثي على موقع ألو سيني (الفرنسية)
- أساطير أوز: عودة دوروثي على موقع أول موفي (الإنجليزية)
- أساطير أوز: عودة دوروثي على موقع بوكس أوفيس موجو (الإنجليزية)
- أساطير أوز: عودة دوروثي على موقع فيلمافينيتي (الإسبانية)
- أساطير أوز: عودة دوروثي على موقع قاعدة بيانات الفيلم (الإنجليزية)